# Шахолово
Шахолово — деревня в Волоколамском районе Московской области России. Входит в состав сельского поселения Осташёвское. Население — 0 чел. (2010).

## География
Деревня Шахолово расположена на западе Московской области, в южной части Волоколамского района, приблизительно в 14 км к югу от города Волоколамска. Неподалёку от деревни проходит автодорога Р108 Суворово — Руза.
На территории зарегистрировано 2 садовых товарищества. Ближайшие населённые пункты — деревни Солодово, Шульгино и село Осташёво.

## Население
| 1859 | 1926 | 2002 | 2006 | 2010 |
| ---- | ---- | ---- | ---- | ---- |
| 78   | ↘67  | ↘0   | →0   | →0   |

## История
В «Списке населённых мест» 1862 года Шахолово — казённая деревня 1-го стана Рузского уезда Московской губернии по правую сторону дороги из Рузы в Волоколамск, в 27 верстах от уездного города, при колодцах, с 13 дворами и 78 жителями (33 мужчины, 45 женщин).
По данным 1890 года входила в состав Судниковской волости Рузского уезда, число душ мужского пола составляло 57 человек.
В 1913 году — 13 дворов.
1917—1929 гг. — деревня Судниковской волости Волоколамского уезда Московской губернии.
По материалам Всесоюзной переписи 1926 года — деревня Вараксинского сельсовета Судниковской волости Волоколамского уезда, проживало 67 жителей (23 мужчины, 44 женщины), насчитывалось 17 крестьянских хозяйств.
С 1929 года — населённый пункт в составе Рузского района Московского округа Московской области. Постановлением ЦИК и СНК от 23 июля 1930 года округа как административно-территориальные единицы были ликвидированы.
1929—1939 гг. — деревня Кузьминского сельсовета Волоколамского района.
1939—1951 гг. — деревня Кузьминского сельсовета Осташёвского района.
1951—1957 гг. — деревня Токарёвского сельсовета Осташёвского района.
1957—1963 гг. — деревня Токарёвского сельсовета Волоколамского района.
1963—1965 гг. — деревня Токарёвского сельсовета Волоколамского укрупнённого сельского района.
1965—1972 гг. — деревня Токарёвского сельсовета Волоколамского района.
1972—1994 гг. — деревня Осташёвского сельсовета Волоколамского района.
В 1994 году Московской областной думой было утверждено положение о местном самоуправлении в Московской области, сельские советы как административно-территориальные единицы были преобразованы в сельские округа.
1994—2006 гг. — деревня Осташёвского сельского округа Волоколамского района.
С 2006 года — деревня сельского поселения Осташёвское Волоколамского муниципального района Московской области.